# Mickiewicz (krater merkuriański)
Mickiewicz – krater uderzeniowy na powierzchni Merkurego, położony na 23,5° szerokości północnej i na 102,5° długości zachodniej, o średnicy 115 km. Międzynarodowa Unia Astronomiczna nadała tę nazwę dla uczczenia polskiego poety Adama Mickiewicza.